# Paul Lorrain
Paul Lorrain (... – Londra, 7 ottobre 1719) è stato uno scrittore e religioso britannico.
Per ventidue anni segretario, traduttore e copista di Samuel Pepys, divenne noto in particolare come cappellano della prigione di Newgate e per la pubblicazione delle confessioni dei condannati a morte ivi detenuti.

## Biografia
Lorrain, secondo dati forniti dallo stesso Pepys, era di estrazione ugonotta. Venne educato in Inghilterra e divenne presbitero della Chiesa d'Inghilterra. Iniziò la sua attività come segretario presso Samuel Pepys nel 1678 e sviluppò con lui una stretta amicizia che perdurò sino alla morte del suo datore di lavoro nel 1703. Egli svolse per Pepys anche le funzioni di bibliotecario personale; dedicandosi anche alla scrittura ed alla pubblicazione di diversi trattati polemici contro i protestanti e devozionali.
Succedette a Samuel Smith, morto il 24 agosto 1698, come cappellano della prigione di Newgate, venendo nominato a tale incarico nel settembre di quello stesso anno. Dalla sua nomina sino al 1719 si dedicò alla raccolta delle confessioni, dei discorsi e delle ultime volontà dei condannati a morte su una serie di quaderni, di cui 48 sono ancora oggi conservati al British Museum. Ogni raccolta riporta l'intestazione e la firma di Lorrain in calce per evitare che vi fossero delle contraffazioni o dei resoconti non autorizzati. Le sue Confessioni ebbero un tale successo di pubblico da fruttargli 200 sterline all'anno di rendita, una cifra enorme per l'epoca se si pensa che il suo stipendio come cappellano era di 65 sterline annue.
Tra i criminali più famosi che Lorrain seguì sino al patibolo vi fu il Capitano Kidd (maggio 1701), il capitano T. Smith, James Sheppard (marzo 1718), Deborah Churchill, e Jack Hall (1707).
In una lettera a quattro mani di Alexander Pope e Henry St John, I visconte Bolingbroke a Jonathan Swift, datata dicembre 1725, l' "ultimo cappellano" viene descritto ironicamente come un "grande storico". Richard Steele lo definì per il suo pietismo "San Lorrain". Daniel Defoe fu tra i primi a mettere in dubbio l'autenticità, completa o parziale, delle Confessioni, stese a sua detta più per interessi commerciali e puntando sulla morbosità delle persone nel voler conoscere il pensiero dei condannati a morte.
Lorrain morì nella sua casa nel quartiere di Town Ditch, a Londra, il 7 ottobre 1719. Lasciò una fortuna di 5000 sterline.

## Opere
Oltre a diversi sermoni, incluso quello titolato Popery near akin to Paganism and Atheism, dedicato a Robert Harley, I conte di Oxford e conte di Mortimer (1712), e ad una traduzione del Rites of Funeral di Pierre Muret (1683), Lorrain scrisse nel 1702 un piccolo libro dal titolo The Dying Man's Assistant, dedicato a sir Thomas Abney, Lord Mayor di Londra. Tra le sue altre opere si ricordano:
- Marcus Minucius Felix Octavus, or, A Vindication of Christianity Against Paganism (1682)
- A Preparation of the Lord's Supper, to which are Added, Maxims of True Christianity (1688)
- A discourse of Christianity: laying open the abuses thereof in the Anti-Christian lives and worship of many of its professors; especially the Romanists; and shewing the way to a holy life in the character of a true Christian (1693)
- A way to salvation, or, The way to eternal bliss; being a collection of meditations and prayers suited to the exercise of a true Christian (1693)